# سالن ورزشی روئن
مجموعه ورزشی روئن یا کیند آرنا یک سالن ورزشی سرپوشیده واقع در روئن است. بسته به کاربری آن می‌تواند ۴۵۰۰ تا ۶۰۰۰ تماشاگر را در خود جای دهد.
معمار این ورزشگاه دومینیک پررو بوده‌است. کار ساخت آن در سال ۲۰۰۹ آغاز شد و ۸ سپتامبر ۲۰۱۲ افتتاح گردید. این پروژه از حمایت تونی پارکر، بازیکن تیم دویل لس روئن از سال ۱۹۹۴ تا ۱۹۹۷ و باشگاه بسکتبال مونت سن آگنان در سال ۱۹۹۷ برخوردار شد.

## داستان
در سال ۲۰۰۵، این پروژه توسط شهرداری روئن که مالک پروژه است، راه اندازی شد. مبلغ کل پروژه بالغ بر ۳۷٫۴ میلیون یورو بود که ۱۰ میلیون آن برای تملک زمین اختصاص داده شد. کار ساخت در سال ۲۰۰۹ آغاز شد. هزینه ساخت ورزشگاه ۵۲٫۴ میلیون یورو بوده‌است.
این ورزشگاه در ۸ سپتامبر ۲۰۱۲ افتتاح شد.
کیند آرنا دومین سالن ورزشی سرپوشیده در فرانسه پس از Bercy از نظر گنجایش است، که در طول سال پذیرای نزدیک به ۱۶۵۰۰۰ تماشاگر بوده‌است.
در بهار سال ۲۰۲۱، ورزشگاه به عنوان یک مرکز واکسیناسیون برای بیماری کووید ۱۹ فعالیت می‌کرد.

## موقعیت جغرافیایی
موقیعت سالن در غرب ساحل روئن، در منطقه لوسیلین، بین خیابان دو مون ریبودت و سن، در خروجی (بارنتین - لو هاور) ساخته شده‌است. این منطقه برای ساخت ورزشگاه انتخاب شد، چرا که زمین موجود در آن برای ساخت ۳۱۵۰۰ متر مربع زیر بنا گنجایش کافی را دارد.

## ساختمان
دومینیک پرو معمار این اثر در قالب دو منشور معکوس، فولاد ضدزنگ براق را با بتن پله‌های پیشرو ترکیب کرده‌است. سایبان با شیشه‌ها، ساختمان و محیط آن را به معنای وسیع تری نشان می‌دهد و ورزشگاه از نمایی طبیعی بهره می‌برد. ورزشگاه اثر دومینیک پررو برنده جایزه تجهیزات عمومی عمومی نورماندی در سال ۲۰۱۴ شد.
ورزشگاه در مجموع ۳۱٬۵۴۰ مترمربع مساحت دارد و دارای چندین سالن است:
- سالن اصلی، قابل تنظیم از ۴۵۰۰ تا ۶۰۰۰ صندلی با ابعاد زمین ۵۶ متر در ۳۲ متر برای بازی.
- سالن دوم با ۸۶۴ صندلی (قابل افزایش تا ۱۲۰۰)
- یک اتاق گرم کردن ۴۰۰ متر مربعی
- یک اتاق وزنه
- اتاق آنالیز و کنفرانس مطبوعاتی ۱۵۰۰ متر مربعی
- اتاق‌های VIP
- رختکن
- اتاق تست دوپینگ

## مناسبت‌ها
- ۱۸ سپتامبر ۲۰۱۲:مسابقات انتخابی تنیس روی میز برای قهرمانی اروپا: فرانسه - سوئد
- ۱ نوامبر ۲۰۱۲:بازی مقدماتی هندبال برای قهرمانی اروپا ۲۰۱۴: فرانسه - لیتوانی
- ۱–۳ فوریه ۲۰۱۳: فرانسه - اسرائیل، دور اول تنیس کاپ دیویس
- ۱۹ مارس ۲۰۱۳: مسابقات قهرمانی انفرادی دانشگاهی فرانسه جودو
- ۲۱ ژوئن ۲۰۱۳: لیگ جهانی والیبال: فرانسه - لهستان
- ۲۴ اکتبر ۲۰۱۳: مسابقه مقدماتی هندبال برای قهرمانی زنان اروپا ۲۰۱۴: فرانسه - اسلواکی
- ۳ تا ۵ ژوئن ۲۰۱۴: مسابقات قهرمانی هندبال نخبگان دانشگاه فرانسه
- ۱۳ ژوئن ۲۰۱۴: لیگ جهانی والیبال: فرانسه - آلمان

## میزبانی‌ها
از زمان افتتاح، این سالن ورزشگاه خانگی تیم بسکتبال متروپلیس روئن بوده‌است.

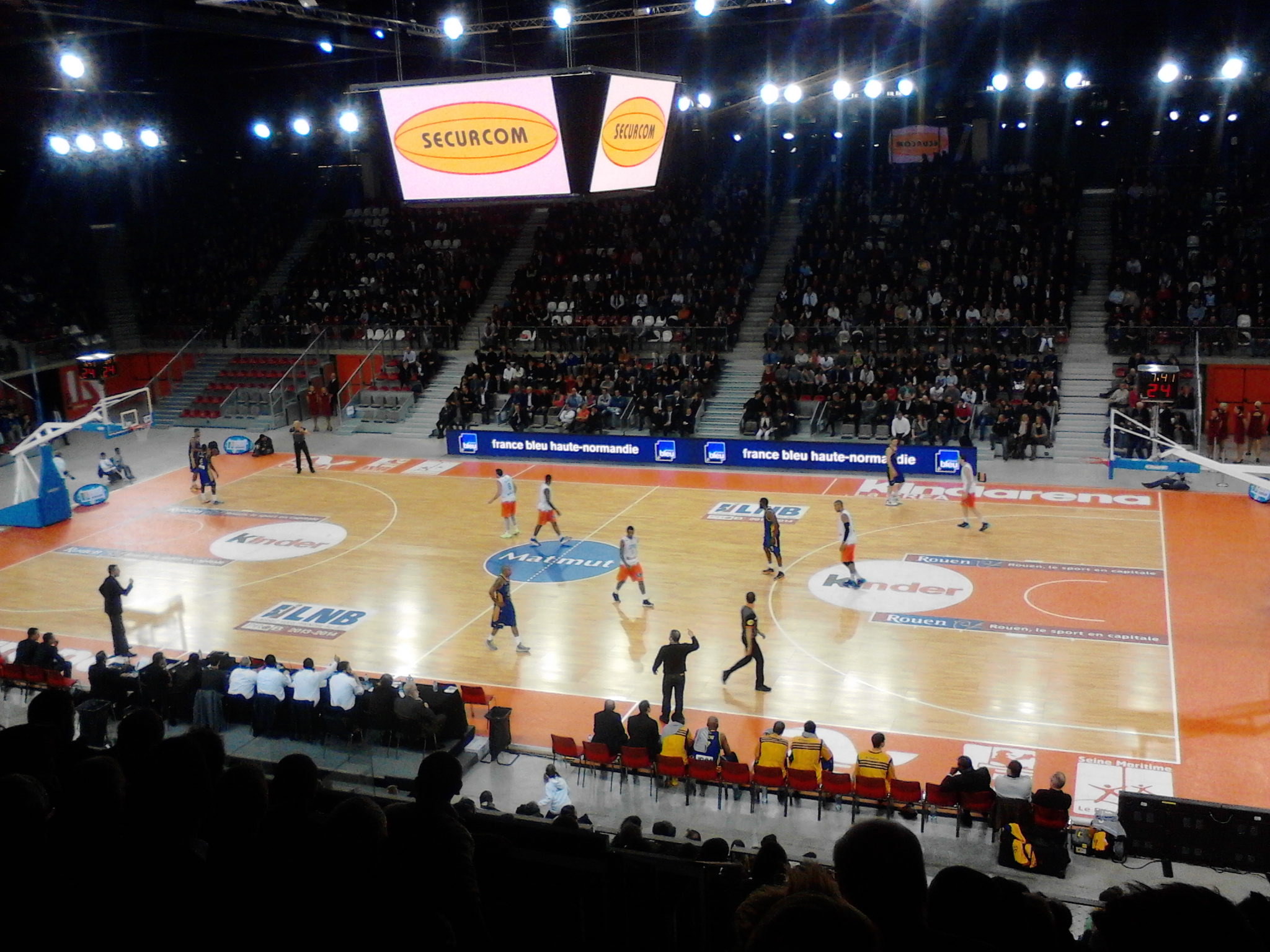
کیند آرنا در یک مسابقه بسکتبال در سال ۲۰۱۴.

### [۱][۲][۳]
1. ↑  "Paris-Normandie - Info et actu locale, régionale et nationale". Paris-Normandie (به فرانسوی). 2021-05-09. Retrieved 2022-07-30.
2. ↑  "Le quart de finale France - Grande-Bretagne aura lieu à Rouen, sur terre battue". L'Équipe (به فرانسوی). Retrieved 2022-07-30.
3. ↑  "Journée internationale des droits des femmes: la Métropole se mobilise". Métropole Rouen Normandie (به فرانسوی). Archived from the original on 20 March 2022. Retrieved 2022-07-30.